# Fulberto de Chartres
Fulberto de Chartres (v. 960-10 de abril de 1028) fue obispo de Chartres, amigo y discípulo de Gerberto de Aurillac, el futuro Silvestre II. Santo de la Iglesia católica. Su festividad es el 10 de abril.

## Hagiografía
Es el fundador y la personalidad más eminente de la Escuela de Chartres. Sabio de renombre, docente en ciencias profanas, teólogo y científico, ha pasado a la historia por ser el maestro de obras de la reconstrucción de la espléndida catedral de Chartres, después del incendio en la noche del 7 de septiembre de 1020.
Se ignora su lugar de nacimiento exacto y la fecha del mismo pero se estima que podía ser originario de Picardía. Su nombre proviene del alemán "volk" - pueblo y "bert" - brillante, la traducción sería algo así como "brillante del pueblo". Al contrario que sus predecesores y de sus sucesores en el episcopado de Chartres, todos hijos de familias nobles, Fulberto provenía de familia humilde. Se educó en Reims, donde muy probablemente recibió parte de su formación de parte del arzobispo Gerberto d’Aurillac, futuro papa de nombre Silvestre II, conocido por ser el "Papa del año mil". Está documentada su estancia en Reims a lo largo del año 984. Fue enviado luego a Chartres donde enseñó durante 20 años antes de ser nombrado obispo de esta ciudad a la edad de 50 años (en el año 1007). Allí fundó una escuela de gran fama y notoriedad, la Escuela de Chartres, de carácter neoplatónico y neopitagórico, que destacó principalmente en filosofía, matemáticas y astronomía, además de teología. 
Fue preceptor de Roberto, hijo del rey Hugo Capeto quien más tarde, ya como rey Roberto II de Francia, conocido como "el piadoso" le nombraría obispo de Chartres, en 1007. Fue un obispo consciente de la necesidad de independencia de la Iglesia. Fue consejero de numerosos príncipes y reyes, entre otros de Inglaterra, Hungría y Dinamarca. 
Fue un afamado maestro en teología pero también enseñó gramática, retórica, dialéctica, aritmética y geometría. Fulberto fue calificado por sus contemporáneos como el «venerable Sócrates de la academia de Chartres». Un punto destacado requiere su enseñanza acerca de astronomía y del manejo del astrolabio, aprendido probablemente en Reims a través del arzobispo Gerberto quien había residido en Gerona y viajado por la España musulmana tomando contacto con la astronomía árabe. 
Para Fulberto, el hombre había recibido en su nacimiento la marca divina. Su doctrina neoplatónica daba al hombre una reseñable libertad de decisión ante su creador. Haciendo una interpretación del capítulo tercero del Génesis que proviene de San Agustín los neoplatónicos consideraban al hombre agente totalmente responsable y por tanto libre en sus decisiones, de pecar o no pecar y con ello condenarse o no hacerlo. El pecado es así presentado como la desobediencia humana a la voluntad divina y el extravío del camino definido por Dios. Fulberto profesó gran devoción a la Virgen, que fue siempre el centro de su espiritualidad. 
Debido tanto a su cargo y posición como a su profunda y extensa formación Fulberto mantuvo contacto constante y directo con los hombres más poderosos de su época. En este dominio, su talento se hizo notar tras el lamentable incendio de su catedral en 1020. Su carisma le permitió obtener financiación no solamente de los particulares y gremios de la ciudad, sino también de los grandes de Europa, incluidos algunos soberanos paganos como Knut, rey sajón de Dinamarca.
Muere el 10 de abril de 1028. Desde el 10 de abril de 1861, la Iglesia celebra su festividad en esta fecha.